# Leopold Koželuh

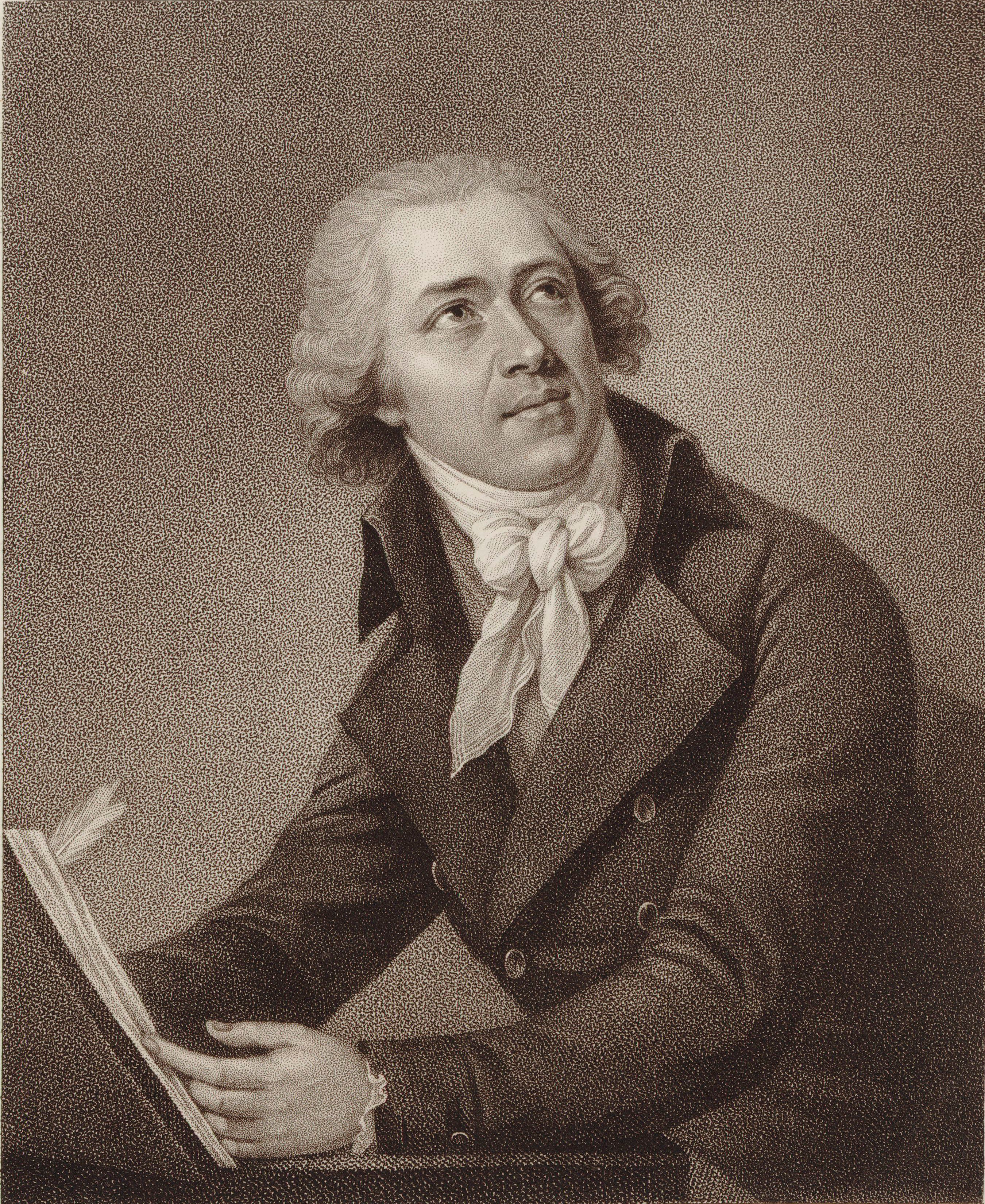
Leopold Antonín Koželuh

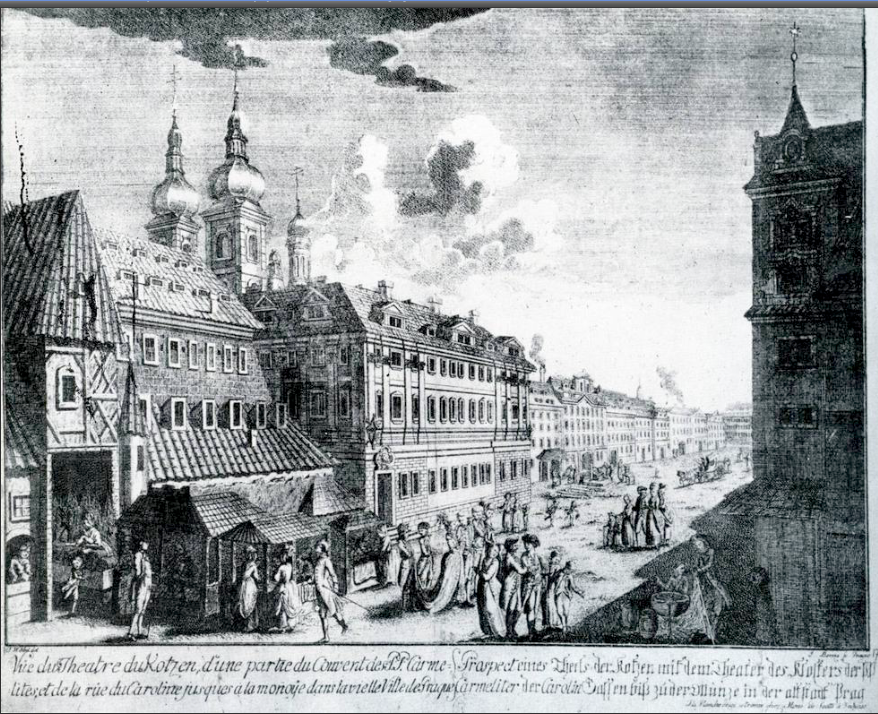
Wirkungsstätte 1771 bis 1778 Theater an der Kotzen

Leopold Koželuchs Unterschrift aus dem Jahr 1796

Leopold Antonín Koželuh (auch Leopold Anton Ko(t)zeluch; * 26. Juni 1747 in Welwarn; † 7. Mai 1818 in Wien) war ein böhmischer Komponist und Musikpädagoge.

## Leben
Leopold Koželuh war ein Sohn des Schusters und bürgerlichen Handelsmannes Antonín Bartholomäus Koželuh; getauft wurde er auf die Vornamen Ioannes Antonius. Der Komponist Jan Antonín Koželuh (1738–1814) war sein Cousin, die Pianistin Katharina Cibbini (1785–1858) seine Tochter. Um Verwechslungen mit seinem Cousin zu vermeiden, benannte er sich wohl vor 1774 um. Anlässlich seiner Heirat am 14. November 1782 mit Maria Allmayr von Allstern (einer Nichte Ignaz von Borns) wurde er als „Johann Leopold Koscheluck“ in die Matrik eingetragen.
Seinen ersten künstlerischen Unterricht erhielt Koželuh in Welwarn durch Anton Kubík und später von seinem Cousin sowie Franz Xaver Dussek. Er besuchte erfolgreich das Gymnasium in Prag und studierte anschließend Jus. Nach einigen Semestern brach er sein Studium ab und widmete sich fortan nur noch der Musik.
1771 debütierte er mit einem Ballett am Theater an der Kotzen (Divadlo v Kotcích) in Prag. In den nächsten sieben Jahren komponierte Koželuh ungefähr 25 Werke für das Prager Theater. 1778 ging er nach Wien und wurde wahrscheinlich für kurze Zeit Schüler von Johann Georg Albrechtsberger.
Schon nach kurzer Zeit avancierte Koželuh zum gefeierten Pianisten. Der kaiserliche Hof betraute ihn mit der Nachfolge von Georg Christoph Wagenseil als Musiklehrer der Erzherzogin Elisabeth, der Tochter von Kaiserin Maria Theresia. 1781 lehnte Koželuh das Amt des Hoforganisten in Salzburg als Nachfolger Mozarts ab. Dafür wurde er 1792 nach Mozarts Tod gleichzeitig Kammerkapellmeister und Hofkomponist auf Lebenszeit. Einige Schüler, darunter die blinde Pianistin Maria Theresia Paradis, unterrichtete er privat zu Hause.
Von freimaurerischen Ideen begeistert, trat Koželuh in Wien den Logen Zum Palmbaum und Zu den drei Adlern bei.
Bereits zu Lebzeiten erfuhr Koželuh Anerkennung in ganz Europa; in seinen letzten Jahren wurde er aber häufig als Vielschreiber kritisiert. Die negativen Kritiken von Mozart und Ludwig van Beethoven sind bis heute unvergessen. Dennoch weisen seine besten Werke schon Züge der Musiksprache Ludwig van Beethovens und Franz Schuberts auf. In der Tat wurden einige seiner Werke über längere Zeit Beethoven zugeschrieben.
Leopold Koželuh starb in Wien am 7. Mai 1818 im Alter von 70 Jahren an der Gicht.

## Werke
Koželuh hinterließ etwa 400 Kompositionen. Darunter befinden sich etwa 30 Sinfonien und 22 Klavierkonzerte, zwei Klarinettenkonzerte, ein Trompetenkonzert, 24 Sonaten für Klavier und Violine, 63 Klaviertrios, 49 Klaviersonaten, zwei Oratorien (u. a. Moisé in Egitto RISM ID: 452028700), neun Kantaten und einige kirchenmusikalische Werke. Zu seinen Werken gehören auch je sechs Opern und Ballette, die jedoch mit Ausnahme einer Oper als verschollen gelten. Die Oper Gustav Wasa (vermutlich 1792 entstanden) wurde im Jahr 1977 im Tschechoslowakischen Radio in Exzerpten erstmals gesendet, aber erst 2018 in Helsinki aufgeführt, zum ersten Mal seit dem Tode des Komponisten. Leopold Koželuh war einer der Komponisten, der zur Sammlung von 68 Vertonungen des Gedichts In questa tomba oscura von Giuseppe Carpani beigetragen hat. Diese Sammlung ist Fürst Lobkowitz gewidmet. Weitere Komponisten, die zur Sammlung beigetragen haben, sind u. a. Antonio Salieri, Franz Xaver Mozart, Ludwig van Beethoven, Carl Czerny und Karl Traugott Zeuner.
Milan Poštolka veröffentlichte 1964 in seinem Buch Leopold Koželuh : život a dílo [Leben und Werk] ein Werkeverzeichnis. Der Nummerierung der Werke sind die Buchstaben PosK vorgestellt. Analog zum Hoboken-Verzeichnis folgen Römische Zahlen zur Bezeichnung der entsprechenden Werkgruppe und arabische Zahlen zur genauen Determinierung des Werks. So werden unter der Römischen Zahl I Sinfonien aufgeführt. PosK I:3 bezeichnet die Sinfonie D-Dur RISM ID: 450014029.